# Самарийкадмий
Самарийкадмий — бинарное неорганическое соединение, интерметаллид
кадмия и самария
с формулой CdSm,
кристаллы.

## Получение
- Сплавление стехиометрических количеств чистых веществ:

{\displaystyle {\mathsf {Cd+Sm\ {\xrightarrow {1023^{o}C}}\ CdSm}}}

## Физические свойства
Самарийкадмий образует кристаллы
кубической сингонии, пространственная группа P m3m, параметры ячейки a = 0,3782 нм, Z = 1,
структура типа хлорида цезия CsCl
.
Соединение конгруэнтно плавится при температуре 1023 °C
.
При температуре 194 К соединение переходит в ферромагнитное состояние